# Paraeuchaeta copleyae
Paraeuchaeta copleyae is een eenoogkreeftjessoort uit de familie van de Euchaetidae. De wetenschappelijke naam van de soort is voor het eerst geldig gepubliceerd in 1995 door Park.